# Pyrrhae Chaos
Il Pyrrhae Chaos è una struttura geologica della superficie di Marte.